# Їржі Тихий
Їржі Тихий (чеськ. Jiří Tichý, 6 грудня 1933, Єнеч — 26 серпня 2016, Подівін) — чехословацький футболіст, що грав на позиції захисника, зокрема, за клуб «Інтер» (Братислава), а також національну збірну Чехословаччини.
Триразовий чемпіон Чехословаччини.

## Клубна кар'єра
У футболі дебютував 1954 року виступами за команду «Червена Гвєзда» (Братислава), кольори якої і захищав протягом вісьми років. 
З 1962 по 1963 роки грав у складі команди «Інтер» (Братислава).
1963 року перейшов до складу клубу «Спарта» (Прага), де і завершив активну кар'єру гравця у 1969 році.

## Виступи за збірну
1957 року дебютував в офіційних матчах у складі національної збірної Чехословаччини. Протягом кар'єри у національній команді провів у її формі 19 матчів.
У складі збірної був учасником чемпіонату Європи 1960 року у Франції, на якому команда здобула бронзові нагороди. 
На чемпіонаті світу 1962 року у Чилі зіграв у одному матчі — фінальному, проти Бразилії (1-3), здобувши разом з командою «срібло».
Помер 26 серпня 2016 року на 83-му році життя у місті Подівін.

## Титули і досягнення
- Чемпіон Чехословаччини (3):

«Спарта» (Прага): 1959, 1965, 1967
- Віце-чемпіон світу: 1962